# Canton de Langueux
Le canton de Langueux est une ancienne division administrative française, située dans le département des Côtes-d'Armor et la région Bretagne.

## Composition
Le canton de Langueux regroupait les communes suivantes :
- Hillion ;
- Langueux ;
- Trégueux ;
- Yffiniac.

Depuis 2015, les mêmes communes composent le canton de Trégueux.

## Démographie
| 1982   | 1990   | 1999   | 2006   | 2011   | 2012   |
| ------ | ------ | ------ | ------ | ------ | ------ |
| 17 721 | 20 009 | 20 457 | 22 491 | 24 024 | 24 200 |

## Histoire
Canton créé en 1982 et supprimé en 2015.

## Représentation
| Période | Période | Identité          | Étiquette | Qualité |
| ------- | ------- | ----------------- | --------- | --- |
| 1982    | 2011    | Michel Lesage     | PS        | Economiste, ancien assistant parlementaire Maire de Langueux (1989-2014) Président de la CA de Saint-Brieuc (2008-2012) Député-suppléant de Danielle Bousquet (1997-2012) puis député (2012-2017) |
| 2011    | 2015    | Jean-Yves Lagadec | PS        | Cadre bancaire Adjoint au maire de Trégueux |